# Three Kingdoms: Fate of the Dragon
Three Kingdoms: Fate of the Dragon (traducido en español El destino del dragón: los tres reinos o simplemente Fate of the Dragon y abreviadamente FotD) es un videojuego de estrategia en tiempo real de PC desarrollado por Overmax studios en el 2001 Está basado en el Romance de los tres reinos, uno de los romances más importantes de la china clásica. Elige uno de los tres señores de la guerra de los Tres Reinos (Liu Bei de Shu, Cao Cao de Wei y Sun Quan de Wu ) en 184 d. C China, el jugador debe construir su propio reino, desarrollar nuevas tecnologías y crear poderosos ejércitos para conquistar a los otros reinos y, finalmente, reunificar los tres reinos en una China unida.

## Antecedentes

### Desarrollo
En el 2000, Overmax Studios, una empresa china, estaba desarrollando Fate of the Dragon, un juego de estrategia ambientado en la china clásica distribuido por Eidos El productor ejecutivo de Overmax Studiso dijo: "Estamos muy animados por trabajar para Eidos. Nos sentimos orgullosos de ser uno de los primeros desarrolladores en China que logra publicar un juego en todo el mundo y en una distribuidora de primera línea como Eidos." Eidos, preveía que el juego estaría para otoño de 2000 pero se retrasó a la primavera del 2001.

### Publicación
El juego fue publicado y distribuido por Eidos internacionalmente y publicado por Proein en España en la primavera de 2001. En los Estados Unidos y en el resto del mundo fue publicado en el 27 de marzo, pero en España en el 29 de marzo del mismo año.

## Jugabilidad
La jugabilidad es similar a la de otros juegos de estrategia, tienes que recolectar recursos, formar un ejército y vencer a los enemigos. La diferencia entre los otros juegos es que tiene características que los otros no lo tienen. Estas características son:
- En las partidas aparecerán desastres naturales como incendios, epidemias o terremotos. Para evitar esto, hay que construir tecnologías en el Templo.
- El reclutamiento de los soldados es diferente, aparte de solo contar con 3 tipos: espadachines, lanceros y arqueros. Para conseguir un soldado a caballos, solo tiene que montarse en un caballo que esté en el mapa o reclutar caballos en el establo.
- Diferente organización en el mapa: hay un mapa principal donde hay ciudades y pueblos (los pueblos los puedes tomar con tu ejército y así ellos tienen que darte cada cierto tiempo dinero) Cada ciudad tiene un mapa respectivo, por ejemplo: si hay dos jugadores y dos ciudades hay tres mapas (una la principal y dos las ciudades) Cada ciudad tiene su mapa.
- Organización de las ciudades: a diferencia de, por ejemplo de Age of Empires, desde el principio de la partida ya están hechas las murallas. Los muelles solo se pueden hacer si la ciudad esta en la costa.
- Héroes: Puedes reclutar a guerreros chinos para la causa. Has tres tipos de guerreros. Siempre estos pueden hacer poderes y cuando más luche, más rango tendrá y por consiguiente, más poderes.
- Cabezas de Buda: En los mapas, hay estatuas de Buda sin cabezas y cabezas sueltas. Los ciudadanos pueden coger las cabezas de Buda y colocarlas en la estatua decapitada y si lo haces, tendrás premios como un aumento a tus arcas o un soldado o armas de asedio listo para luchar.

### Recursos
Los recursos, como todos los juegos de estrategia, son muy importantes. Hay los siguientes recursos: maíz, madera, piedra, comida, vino y el oro que se consigue en los impuestos de los pueblos y ciudades. Con ellos puedes construir casas y reclutar ciudadanos.